# Mössingen
Mössingen là một thị xã ở huyện Tübingen, bang Baden-Württemberg, Đức. Thị xã này nằm ở phía bắc Swabian Alb, khoảng 13 km về phía nam Tübingen.